# 飛鳳潛龍
《飛鳳潛龍》，梁羽生於1966年起發表的武俠小說，不同於梁羽生一般的武俠小說，裏面帶有古龍小說的味道，本書也是梁羽生作品中篇幅最短的一部小說。該小說曾被改編成同名電影。

## 出版
1966年11月起，在香港《正午報》連載。最後定本共7回。

## 重要人物
- 孟中還：「南海潛龍」，南宋有名劍客。
- 獨孤飛鳳：「沖天鳳」，完顏長之的養女，魯世雄之妻，孟中還的舊時情侶。
- 魯世雄：蒙古間諜。

## 故事簡介
小說敘述中原武林、杏林瑰寶《穴道銅人圖解》和陳摶內功心法《指元篇》被金國軍隊攻陷汴京之後搶去。為了徹底弄清這兩部奇功秘籍，金國皇帝讓武林第一高手完顏長之設立了「研經院」，召羅全國的武林高手加以研究，並在研經院中定下了一系列的規章制度，以防止寶物被竊。為了得到這兩部秘籍，蒙古派奸細冒名金人魯世雄潛入金國，獲得完顏長之的信任，被允許進入研經院鑽研秘籍，並與完顏長之的養女獨孤飛鳳（綽號「沖天鳳」）成親。同時，南宋也有一位號稱「潛龍」的武林高手孟中還潛入大都，伺機取寶。此人神出鬼沒，來去無踪，鬧得整個大都惶惶不安。經過一系列的鬥智鬥勇，「潛龍」孟中還終於盜回國寶，而魯世雄、獨孤飛鳳先後自殺，孟中還也為心上人獨孤飛鳳殉情。

## 小說目錄
- 第一回　古怪離奇的考試
- 第二回　穴道銅人的秘密
- 第三回　婚宴風波
- 第四回　洞房之夜
- 第五回　新來的馬車夫
- 第六回　潛龍出現研經院
- 第七回　真相大自

## 作品評論
此書是梁羽生少有的中短篇作品，回目也與一般不同。如果只給讀者看回目，讀者不會聯想到是梁羽生的作品，甚至可能覺得是古龍之作。梁羽生古典文學根柢高，作品多用聯語，如作於同期的《風雷震九州》的第一回回目是：「四海翻騰雲水怒　百年淬厲電光開」；《慧劍心魔》第一回：「花環織就憐新好　竹馬騎來憶舊情」，與本書的第一回回目：「古怪離奇的考試」相較便很顯明了。另外在每回中又以小標題分章節，如第一回回目下有「他若死了，要你償命」的標題，在梁氏作品異常少見。至於本書所述及的是宋、金、元三國間諜相爭的故事，這類題材亦於梁羽生的其他小說罕見。

## 改編為影視作品
- 電影，香港長城影業公司，1981年電影《飛鳳潛龍》（The spy in the palace）

## 參看
- 武俠小說